# Brokencyde
Brokencyde ist eine 2006 gegründete Crunkcore-Band aus Albuquerque, New Mexico. Die Band besteht derzeit aus den Gründungsmitgliedern „Se7en“ und „Mik L“.

## Geschichte
Brokencyde wurde von den Schulfreunden Se7en und Mik L im Jahre 2006 gegründet, später stießen Phat J und Antz hinzu. Der Bandname Brokencyde setzt sich aus den Wörtern „broke“ und „inside“ zusammen. Ihr Debütalbum „The Broken!“ erschien 2007. Das Independent-Label Suburban Noize nahm die Band 2008 unter Vertrag und veröffentlichte unter dem Sublabel Break Silence die EP „BC 13“. Mit dem zweiten Album „I’m Not a Fan But the Kids Like It“ gelang ihnen der Einstieg in die US-amerikanischen Albumcharts.
Am 19. Oktober 2012 gab Phat J bekannt, dass er die Band verlässt. Als Grund nannte er, dass er seine Solokarriere pushen will. Zudem verließ Antz die Band am Ende des Jahres 2014 ebenfalls. Einen konkreten Grund wollte er nicht nennen. Auch die restlichen Bandmitglieder schweigen über seinen Verbleib.
Nun besteht die Band nur noch aus den Gründungsmitgliedern Se7en und Mik L. Diese produzierten zusammen das Musikvideo „I Hate You“. Die Band änderte ihren Musikstil auffällig, da anstatt des charakteristischen Screamings nun hauptsächlich Sprechgesang verwendet wird.
Ab Ende 2014 versuchte die Band über die Crowdfunding-Plattform Indiegogo finanzielle Mittel für ein weiteres Album zu generieren. Die Kampagne verlief nicht erfolgreich, da Brokencyde nur etwa 5 % des anvisierten Ziels erreichen konnte. Das Album erschien schließlich 2016 unter dem Namen „All Grown Up“.
2018 veröffentlichte die Band bei Cleopatra Records ihr fünftes Album „0 to Brokencyde“.

## Diskografie
- The Broken! (2007)
- THA $C3N3 MiXTaPe (2007/2008, Mixtape)
- BC 13 (EP, 2008)
- I’m Not a Fan But the Kids Like It (2009)
- Will Never Die (2010)
- brokeNCYDE Mixtape Vol.1 (2010, Mixtape)
- Guilty Pleasure (2011)
- Guilty Pleasurez (2012)
- I Hate You (2014)
- All Grown Up (2016)
- 0 to Brokencyde (2018)
- Polaroid of My Heartbreak - EP (2024)